# Піддубний Федір Іванович
Федір Іванович Піддубний (1930, с. Завітне, Ростовська область, РРФСР, СРСР —21 грудня 2007) — український науковець, ректор Міжнародного інституту управління, бізнесу і права, академік, професор, організатор недержавної вищої освіти на початку новітньої незалежності України.
Засновник найбільшого недержавного вишу на пострадянському терені, що діяв на початку 90-х років XX століття — Міжнародного інституту управління, бізнесу і права.

## Біографія
Федір Іванович Піддубний народився в 1930 році в селі Завітне Ростовської області. Служив у військово-повітряних силах Чорноморського флоту, літав на ракетоносці бортрадистом. Закінчив Рязанське педагогічне вчилище.
Навчався на журналіському факультеті Ростовського державного університету. Тоді ж був виключений з лав КПРС та відчислений з п'ятого курсу університету. Стверджується, що проти нього було зфабриковано кримінальну справу, в якій йому інкриміноівно дії, що протирічать радянським принципам освіти та виховання молоді. За підтримку прогресивних поглядів відомого вченого Ростовського державного університету Оганеса Акопяна був заарештований, знаходився в Артемівській, а потім в Донецькій тюрмі.
На початку 1990-х років на базі Слов'янського авіаційно-технічного вчилища Федір Піддубний створив Міжнародний інститут управління, бізнесу і права (МІУБП), який позиціонував як український «Гарвард». Користувався підтримкою уряду та місцевої влади, зокрема Володимира Щербаня.
Намагався при виші відкрити центр соціальної адаптації військовослужбовців, але зіткнувся зі спротивом впливових діячів освіти.
В 1995 році в МІУБП в Слов'янську на стаціонарі навчалося півтори тисячі студентів, а на заочному відділенні — 3,5 тисячі студентів. Крім того, понад 10 тисяч студентів проходили навчання в десятках філій інституту на теренах СНД. У виші навчались студенти з Китаю, Японії, Південної Африки, країн СНД. «За рахунок інтенсивних методик» навчання в МІУБП тривало три роки.
На думку Ф. Піддубного «для навчання спеціаліста в галузі ринку більше і не треба». На звинувачення у звужуванні підготовки, випуску спеціалістів «вузького профілю» він відповідав, що саме таким і має бути бізнесмен.
Лекції у виші читали українські та іноземні викладачі. Виш мав десятки центрів перепідготовки військовослужбовців на теренах СНД. Офіцери навчались у них безкоштовно і ставали спеціалістами ринкової економіки.
З 1996 року переховувався від кримінального переслідування. Був затриманий в Москві 15 травня 1996 року.
Звільнений від кримінального переслідування в 2005 році.
21 грудня 2007 року помер не спромігшись відродити діяльність інституту.

## Оцінки діяльності
Оцінки діяльності різняться від шахрайства до найвищих оцінок запровадження новітньої приватної освіти на пострадянському просторі. Діяльність вишу і академіка Ф. І. Піддубного описана в кількох наукових працях.